# فرودگاه بین‌المللی ارجان
فرودگاه بین‌المللی ارجان (به انگلیسی: Ercan International Airport) (به زبان بومی: Ercan Uluslararası Havalimanı) یک فرودگاه همگانی با کد یاتا ECN است که یک باند فرود سنگفرش دارد و طول باند آن ۲۷۵۵ متر است. این فرودگاه در شهر نیکوزیای شمالی کشور جمهوری ترک قبرس شمالی قرار دارد و در ارتفاع ۱۲۳ متری از سطح دریا واقع شده‌است.

## شرکت‌های هواپیمایی و مقصدهای پروازی
به دلیل مناقشه قبرس این فرودگاه اجازه پرواز بین المللی ندارد مگر به کشور ترکیه. پرواز به سایر کشورها با واسطه ترکیه انجام میشود.
| شرکت‌های هواپیمایی                  | مقصدهای پروازی                                                                  |
| ---------------------------------- | ------------------------------------------------------------------------------- |
| آنادولوجت                          | صبیحه گوکچن                                                                     |
| اطلس گلوبال                        | آدانا، اوگوزلی، هاتای، آتاترک، عدنان مندرس                                      |
| کرندون ایرلاینز                    | اسخیپول آمستردام، آنتالیا، میلاس-بودروم، بروکسل                                 |
| فری‌برد ایرلاینز                    | آنتالیا ، فرودگاه امام خمینی -تهران                                             |
| پگاسوس ایرلاینز                    | آدانا، اسن‌بوغا، آنتالیا، اوگوزلی، هاتای، صبیحه گوکچن، عدنان مندرس، اوردو–گیرسون |
| ترکیش ایرلاینز                     | آدانا، اسن‌بوغا، آتاترک، صبیحه گوکچن، ساناککاله                                  |
| ترکیش ایرلاینز اجرا توسط آنادولوجت | اسن‌بوغا                                                                         |